# Lachnaia zoiai
Lachnaia zoiai (лат.) — вид листоедов (Chrysomelidae) из подсемейства клитрины (Clytrinae). Встречается в южной части Греции и на Крите. Описан Ренато Регалином в 1997 году

## Описание
Жуки длиной 8,5-10,5 мм. Голова и переднеспинка чёрная матовая. Переднеспинка в волосках. Отличается от близкого вида Lachnaia orientalis коротким центральным отростком эдеагуса и глубоко вырезанным передним краем наличника.